# ガルダカオ
ガルダカオ(バスク語: Galdakao)は、スペイン・バスク州ビスカヤ県のムニシピオ（基礎自治体）。コマルカ・デル・グラン・ビルバオの構成自治体のひとつであり、ビルバオ都市圏に含まれている。バスク語ではガルダカオ、カスティーリャ語ではガルダカノ(スペイン語: Galdakano)であり、正式名称はバスク語表記である。

## 地理
自治体の最低地点は標高48m、市庁舎は標高60m、最高地点は標高326mである。ネルビオン川の支流であるイバイサバル川が形成する盆地に位置する。ガングレン山地に近く、市街地の北にはアレスリアガ山（329m）、チスパメンディ山（221m）、サンタ・マリア山（476m）が、市街地の南にはウポ山（556m）、マンドイア山（640m）がある。北はサムディオやレサマやララベツと、東はレモーナやベディアと、南はサラタモやセベビオやアモレビエタ＝エチャーノと、西はエチェバリやバサウリと隣接している。ビルバオ都市圏を走るメトロ・ビルバオは将来的にガルダカオまで延伸される予定である。
ガルダカオはアペリバイ、アルテタ、ベケア、ベンゴエチェ、ベレシコエチェ、エレサルデ、エルレチェ、オラバリエタ＝チストゥランダ、ウレテ、ウサンソロ、チメラレ・ベコア、チメラレ・ゴイコア、ムグル、サバレアの14地区に分かれている。

## 政治
2011年の自治体選挙では、バスク民族主義党(EAJ-PNV)が8議席、ビルドゥが5議席、バスク社会党(PSE-EE)が3議席、ウサンソロ・エリアが2議席、国民党(PP)が2議席、エスケル・アニツァが1議席を獲得した。
| バスク民族主義党 (EAJ-PNV)              | 5.023 | 34.52 % | 9 |
| エウスカル・エリア・ビルドゥ (EH Bildu) | 2.662 | 18.3 %  | 4 |
| ガルダカオ・オライン (GO)               | 1.672 | 11.49 % | 2 |
| ウサンソロ・エリア (UH)                 | 1.581 | 10.87 % | 2 |
| バスク社会党 (PSE-EE)                   | 1518  | 10.43 % | 2 |
| イラバシ                                | 1.085 | 7.46 %  | 1 |
| 国民党 (PP)                             | 745   | 5.12 %  | 1 |

## 人口
イバイサバル川流域の谷に産業が確立された1950年代と1960年代に人口増加が最高潮に達したが、1980年代以降の経済危機が人口増加に終止符を打った。
| ガルダカオの人口推移 1900－2009                         |
|                                                         |
| 出典:INE（スペイン国立統計局）1900年 - 1991年、1996年 - |

## 出身人物
- フランシスコ・ハビエル・ロペス・ペーニャ – バスク祖国と自由(ETA)メンバー。通称ティエリ。
- アンヘル・スビエタ – サッカー選手・サッカー指導者。スペイン代表。
- アンデル・ガゴ – サッカー選手。
- イゴル・アントン – 自転車競技選手。ブエルタ区間4勝、ジロ区間1勝。